# Escudo de Melbourne
El escudo de armas de la ciudad de Melbourne, también conocido como los escudos de armas, es el símbolo oficial de la ciudad de Melbourne, Australia. Se les concedió a la Corporación de la Ciudad de Cartas Patentes el 30 de enero de 1940.

## Armas
En un escudo de plata, una cruz roja (la cruz de San Jorge) con una barra roja estrecha es adyacente y paralela a cada lado de la cruz. En la parte central de la cruz está una corona real.
Y en los cuatro cuarteles, hay:
- En la esquina superior izquierda (primer cuartel), un vellón que cuelga de un anillo rojo.
- En la esquina superior derecha (segundo cuartel), un toro negro de pie sobre un montículo.
- En la esquina inferior izquierda (tercer cuartel), una ballena nadando chorro en el mar.
- En la esquina inferior derecha (cuarto cuartel), un barco de tres palos en toda vela.

## Cresta
Sobre el escudo está el yelmo de hierro con lambrequín de plata y gules y por encima del yelmo hay un burelete de plata y gules, y sobre el yelmo hay una corona mural de oro, que es un símbolo del gobierno municipal. Fuera de la corona mural eleva la mitad superior de un canguro, frente al lado izquierdo del escudo y mirando hacia atrás sobre su hombro.

## Soportes
Hay un león de oro en cada lado del escudo, en posición vertical sobre sus patas traseras y con una corona de color negro. Alrededor del cuello de cada león aparece un collar rojo sobre el que hay dos estrellas de plata de cinco puntas. Una cadena roja, adjunta en la parte superior hasta el cuello, pasa por encima de la espalda y el cuerpo de cada león.

## Lema
Un pergamino debajo de las armas dice Vires Acquirit Eundo lo que se traduce como Obtenemos fuerza mientras prosperamos (una cita de la Eneida de Virgilio).